# 원피스 (음악 그룹)
원피스(OnePiece, 1Piece)는 대한민국의 작곡 및 프로듀싱 그룹이다.

## 결성과 제작 역사
싱어송라이터인 윤상을 중심으로 2014년에 결성되었다. 2012년 SBS 드라마 《신사의 품격》 O.S.T에 수록된 <Smile>을 우연히 듣고 매료된 윤상은 다빈크의 곡들을 찾아들은 끝에 직접 수소문하여 인연을 맺었고, 비슷한 시기에 윤상이 진행하던 Mnet 《뮤직 트라이앵글》에 출연했던 스페이스 카우보이는 보코더와 신디사이저를 연주하며 일렉트로닉 음악을 선보여 강한 인상을 남겼다. 이후 스페이스 카우보이는 2014년 9월에 발매한 윤상의 싱글앨범 《날 위로하려거든》에 참여하였고, 같은해 12월에 발매한 싱글앨범 《The Duets》에는 다빈크가 참여하면서 세 사람은 팀을 결성하기에 이른다.
원피스의 음악은 신디사이저 비롯한 전자악기와 현악기를 적절히 활용한 레트로 팝, 일렉트로니카 스타일로 곡의 구성과 진행은 매우 복잡하지만 멜로디가 쉽고 간결하여 작위적이거나 진부하지 않고 담백하다는 평가를 받는다.
윤상은 걸그룹 러블리즈(Lovelyz)의 아버지라고 표현될 정도로 원피스의 곡들은 대부분 러블리즈의 앨범에 집중되어 있다. 비슷한 시기에 데뷔해 대세로 자리잡은 다른 걸그룹들 만큼은 아니지만 러블리즈가 일정 수준 이상의 음반 판매고와 음원 순위를 유지하면서 나름의 독자성을 인정받고 있는데는 원피스의 역할이 지배적이다.
2014년 러블리즈 데뷔 앨범에 타이틀곡을 비롯해 5곡을 작곡 및 프로듀싱 하였고, 1집 리패키지 앨범에는 <안녕 (Hi~)>과 <놀이공원> 2곡이 추가로 수록되었다. 데뷔 타이틀곡 이었던 <Candy Jelly Love>는 지상파 3사의 가요프로그램 순위 차트에서 상위권에 올랐다. 2015년 10월 발매된 러블리즈의 미니앨범 《Lovelyz8》에 수록한 타이틀곡 <Ah-Choo>는 각종 음원 차트에서 10위권 안에 진입하였고, 2016년 상반기 차트 집계에서는 50위권내에 올랐다.  2016년 4월에 발매된 미니앨범 《A New Trilogy》의 타이틀곡 <Destiny (나의 지구)>도 앨범 발매 첫주에 10위권 안에 진입하였다.
2015년 MBC 간판 예능프로그램인 무한도전의 영동고속도로 가요제에 윤상이 정준하의 파트너로 참여했을 때 작곡팀으로 소개되어 많이 알려졌고, 11월에는 마이 리틀 텔레비전에도 출연하였다.
2016년 네 번째 멤버인 wan9u(완구)가 합류하였다.

## 앨범
- 싱글 Let’s Get It (2015)
- 싱글 Alone (2017)

## 작곡 및 프로듀싱 앨범

### 러블리즈(Lovelyz)
```
  1. Introducing The Candy (Spacecowboy 작곡)
  2. Candy Jelly Love (
김이나
 작사 / 윤상, Spacecowboy 작곡)
**TITLE

  3. 어제처럼 굿나잇 (
김이나
 작사 / DAVINK 작곡)
  4. 이별 Chapter 1 (
김이나
 작사 / 윤상, Spacecowboy 작곡)
  5. 비밀여행 (Enne 작사 / OnePiece, EAST4A 작곡)
```

```
  1. Introducing The Candy (Spacecowboy 작곡)
  2. Candy Jelly Love (
김이나
 작사 / 윤상, Spacecowboy 작곡)
  3. 안녕 (Hi~) (
서지음
 작사 / OnePiece 작곡)
**TITLE

  4. 놀이공원 (
서지음
 작사 / OnePiece 작곡)
  5. 어제처럼 굿나잇 (
김이나
 작사 / DAVINK 작곡)
  6. 이별 Chapter 1 (
김이나
 작사 / 윤상, Spacecowboy 작곡)
  7. 비밀여행 (Enne 작사 / OnePiece, EAST4A 작곡)
```

```
  2. Ah-Choo (
서지음
 작사 / OnePiece 작곡)
**TITLE
```

```
  2. Circle (
김이나
 작사 / 윤상, DAVINK 작곡)
```

```
  1. Moonrise (윤상, Spacecowboy 작곡)
  2. Destiny (나의 지구) (전간디 작사 / 윤상, Spacecowboy 작곡)
**TITLE

  4. 책갈피 (리리크루 작사 / 윤상, Spacecowboy, 최영준 작곡)
  6. 마음 (*취급주의) (
서지음
 작사 / OnePiece 작곡)
```

```
  1. R U Ready? (윤상, Spacecowboy, wan9u, Shinyoume 작곡)
  2. Wow! (전간디, 김이나 작사 / 윤상, Spacecowboy, wan9u, Shinyoume 작곡)
**TITLE

  5. 새벽별 (장연정 작사 / 윤상, Spacecowboy, 최영준 작곡)
  7. 똑똑 (서지음 작사 / 윤상, Spacecowboy 작곡)
```

```
  1. R U Ready? (윤상, Spacecowboy, wan9u, Shinyoume 작곡)
  2. Wow! (전간디, 김이나 작사 / 윤상, Spacecowboy, wan9u, Shinyoume 작곡)
  3. 지금, 우리 (서지음 작사 / 윤상, Spacecowboy, wan9u, Shinyoume 작곡)
**TITLE

  7. 새벽별 (장연정 작사 / 윤상, Spacecowboy, 최영준 작곡)
  9. 똑똑 (서지음 작사 / 윤상, Spacecowboy 작곡)
```

### 컴플레이션 음반
```
  1. Take me somewhere - 러블리즈 
      (wan9u, Shinyoume 작사 / 윤상, Spacecowboy, wan9u, Shinyoume 작곡)
  4. 할 수 있어! - 신현희와 김루트
      (김루트 작사 /  wan9u, Shinyoume, 윤상, Spacecowboy 작곡)
  5. It's You - 플루토 
      (wan9u, Shinyoume 작사 작곡 /  윤상, Spacecowboy, wan9u, Shinyoume, 편곡)
  6. 그대는 그렇게 - 슬기(레드벨벳)
      (Shinyoume 작사 / 임주연, 윤상, wan9u, 최영준 작곡 / 윤상, wan9u 편곡)
```

### wan9u
```
  1. Love Machine (Feat. Shinyoume)
      (wan9u, Shinyoume 작사 /  윤상, Spacecowboy, wan9u, Shinyoume 작곡)
  2. Love Machine (Inst.)
**TITLE

      (윤상, Spacecowboy, wan9u, Shinyoume 작곡)
```

### 수지
```
  4. 취향 (Les Preferences) (수지 작사 / 윤상, Spacecowboy, wan9u 작곡)
```

### 엄정화
```
  2. Dreamer (
김이나
 작사 /  OnePiece 작곡)
**TITLE
```

### EXO-CBX (첸백시)
```
  4. Crush U (Shinyoume 작사 / 윤상, wan9u 작곡, 편곡)
```

### 쿨요태
```
  1. No!mantic (
서지음
 작사 / 윤상, Spacecowboy 작곡)
**TITLE
```

### 무한도전
```
  4. My Life (Feat. 
효린
 of 
씨스타
) - 상주나 (
정준하
, 
빈지노
, 
김이나
 작사  / OnePiece 작곡)
```